# Esra'a Al Shafei
Esra'a Al Shafei (Baréin, 23 de julio de 1986) es una activista por los derechos civiles bareiní, bloguera y fundadora y directora ejecutiva de Mideast Youth y sus proyectos relacionados, incluyendo CrowdVoice.org. Al Shafei es socia veterana de TED, socia de Echoing Green, y ha sido citada por el reportero George Webster de CNN como "una honesta defensora de la libertad de expresión". Ha sido presentada en Fast Company como una de las "100 personas más creativas en los negocios". También es promotora de la música como medio de cambio social, siendo fundadora de Mideast Tunes, que es actualmente la plataforma más grande para los músicos clandestinos en Medio Oriente y norte de África.
Al Shafei fue galardonada con el Premio Berkman de Innovación en Internet, por el Berkman Klein Center for Internet & Society de la Escuela de Derecho Harvard en 2008 por sus "contribuciones destacadas a Internet y su impacto en la sociedad". En 2012 recibió una beca de la Fundación Shuttleworth por su trabajo en la plataforma de código abierto CrowdVoice.org. También es la destinataria del Monaco Media Prize, que reconoce la innovación en el uso de los medios de comunicación para el progreso de la humanidad. En 2014 fue incluida en la lista "30 Under 30" de Forbes entre los emprendedores sociales que tienen un impacto en el mundo. El Foro Económico Mundial la incluyó como una de las "15 mujeres que cambian el mundo en 2015". Ese mismo año ganó el premio Most Courageous Media de Free Press Unlimited. Al Shafei fue seleccionada en 2017 como socia del MIT Media Lab.

## Trasfondo
Esra'a Al Shafei, según su propia cuenta, recuerda haber presenciado el trato inhumano de los trabajadores migrantes cuando era niña. Esto, junto con los estereotipos de los medios de comunicación sobre la juventud de Oriente Medio, la incitó a fundar la red Mideast Youth. Con el tiempo, la red se amplió para incluir otras cuestiones de derechos civiles en Oriente Medio y se ramificó para crear una amplia gama de plataformas con un alcance global.